# Большие Осинки
Большие Осинки — деревня в Ичалковском районе Республики Мордовия России. Входит в состав Лобаскинского сельского поселения.

## История
В «Списке населённых мест Нижегородской губернии за 1863» Осинки (Осиновка) казенная и владельческая деревня из 25 дворов Лукояновского уезда.

## Население
| 2002 | 2010 |
| ---- | ---- |
| 18   | ↘14  |

Национальный состав
Согласно результатам переписи 2002 года, в национальной структуре населения русские составляли 100 %.